# Хронология вторжения России на Украину (июль 2025)
Эта статья является частью хронологии широкомасштабного вторжения РФ на Украину и описывает события, произошедшие в июле 2025 года.

## 1 июля
По информации ряда источников, министр обороны США Пит Хегсет приказал приостановить поставку на Украину некоторых боеприпасов, включая системы ПВО Patriot, снаряды калибра 155 мм, ракеты Hellfire, ракетные системы GMLRS, а также иные виды ракет. Позже телеканал CNN со ссылкой на свои источники сообщил, что решение Хегсета не было согласовано с Белым домом и «вызвало переполох» в администрации Трампа. Последний заявил, что не одобряет приостановку военной помощи Украине. Вскоре поставки были возобновлены.

## 2 июля
В результате ракетного удара ВС Украины по командному пункту в Коренево Курской области погибли более десяти российских военнослужащих 155‑й бригады морской пехоты Тихоокеанского флота, в том числе не менее 6 высокопоставленных офицеров. Среди погибших — командир бригады Сергей Ильин и генерал-майор, заместитель главнокомандующего ВМФ, герой России Михаил Гудков. Российские источники пишут о гибели во время «боевой работы» в одном из приграничных районов Курской области.

## 3 июля
Около 9 утра по местному времени ВС РФ нанесли удар беспилотниками по зданию ТЦК в Полтаве. Погибли 2 человека и ранены 47.
Российский удар баллистической ракетой по Одесскому морскому порту. По данным украинских властей, под удар попал причал, где выгружали металл из судна под флагом Сан-Томе и Принсипи. Погибли два человека и ранены шесть, в том числе двое граждан Сирии, входившие в экипаж судна.

## 4 июля

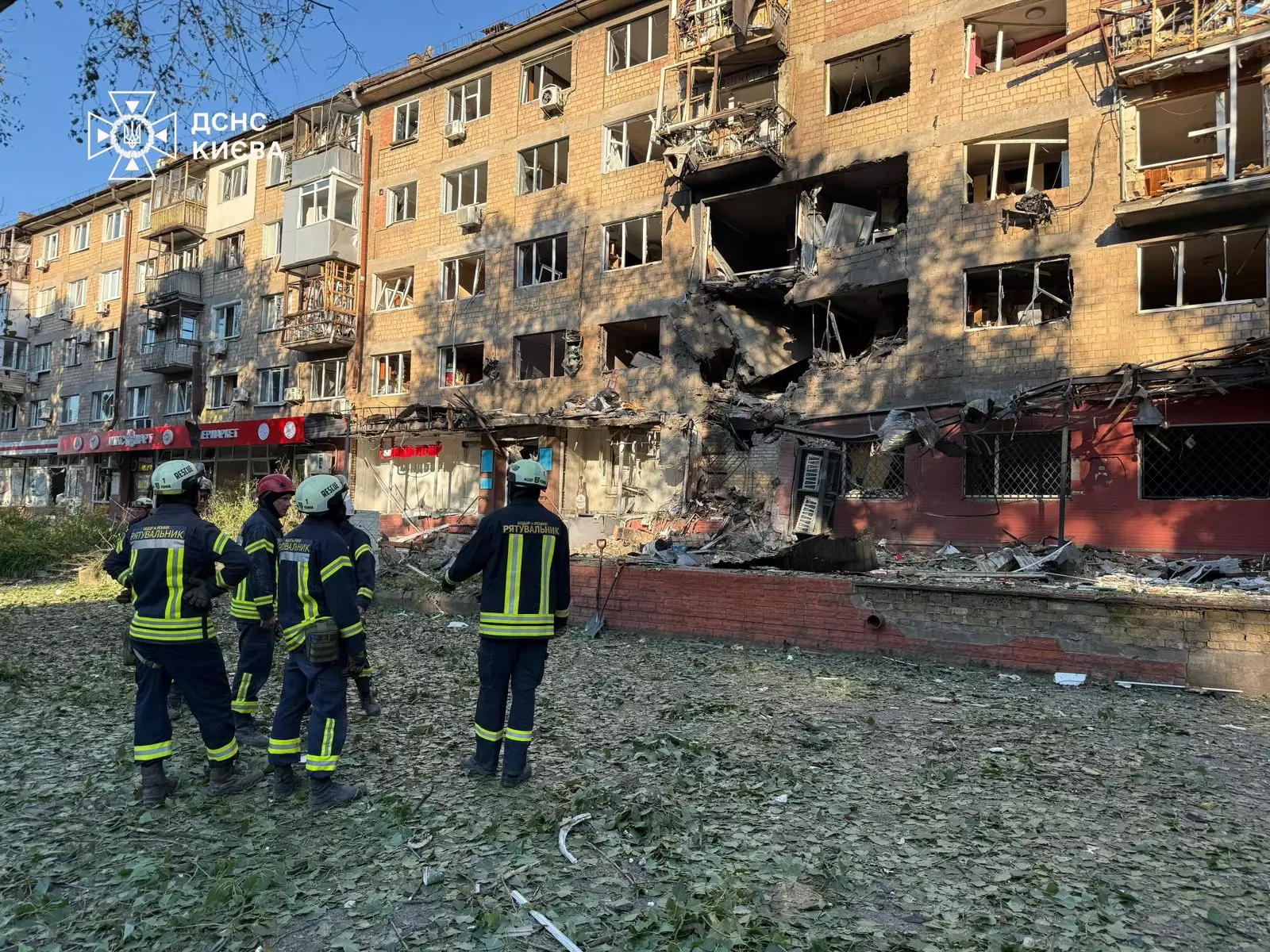
Один из повреждённых домов в Киеве

Массированная ночная российская атака Украины. По данным Воздушных сил ВСУ, было запущено 539 ударных беспилотников и 11 ракет (4 крылатых, 6 баллистических и 1 аэробаллистическая). Сообщается, что 478 целей, в том числе две крылатые ракеты, удалось сбить.
Основной удар был нанесён по Киеву. По словам Владимира Зеленского, этот удар стал одним из самых масштабных. Кроме того, пострадали Днепропетровская, Сумская, Харьковская, Черниговская и Киевская области.
Атака на Киев продолжалась с 20 часов предыдущего дня почти до 9 часов утра. Разрушения и раненые есть почти во всех районах Киева. Значительно повреждены несколько жилых домов. Пострадали также консульский отдел посольства Польши, железнодорожная инфраструктура, окрестности аэропорта «Жуляны», издательство, отделения «Новой почты» и прочее (в том числе 5 машин скорой помощи, которые выезжали к пострадавшим). Происходили задержки поездов. Пожары от обстрела заполнили город дымом. Значительные разрушения были также в жилом и промышленном секторе Василькова в Киевской области. В Киеве погибли 2 человека и пострадали 32.
Минобороны РФ заявило об ударе по промышленным предприятиям, производящим беспилотники, FPV-дроны и другую продукцию военного назначения, по военному аэродрому и нефтеперерабатывающему заводу (как отмечает BBC, нефтеперерабатывающего завода в Киеве нет). Генеральный секретарь ООН Антониу Гуттериш заявил, что ООН решительно осуждает атаку.

## 5 июля
Атака украинскими беспилотниками России. Согласно Минобороны РФ, ночью над 15 российскими регионами было сбито 94 беспилотника; позже ведомство сообщило ещё о 18. В аэропортах Москвы, Санкт-Петербурга, Казани, Екатеринбурга, Тюмени, Уфы и Омска происходили задержки и отмены рейсов. Был нанесён удар по военному аэродрому в Борисоглебске.
Удар украинских беспилотников по заводу в Чувашии. По словам Генштаба ВСУ, был поражён завод АО «ВНИИР-Прогресс» в Чебоксарах, производящий компоненты для беспилотников, ракет, управляемых авиабомб и другого применяемого на войне вооружения.
Оккупация Россией сёл Зелёный Кут и Новоукраинка, находящихся в Донецкой области около границы с Днепропетровской.

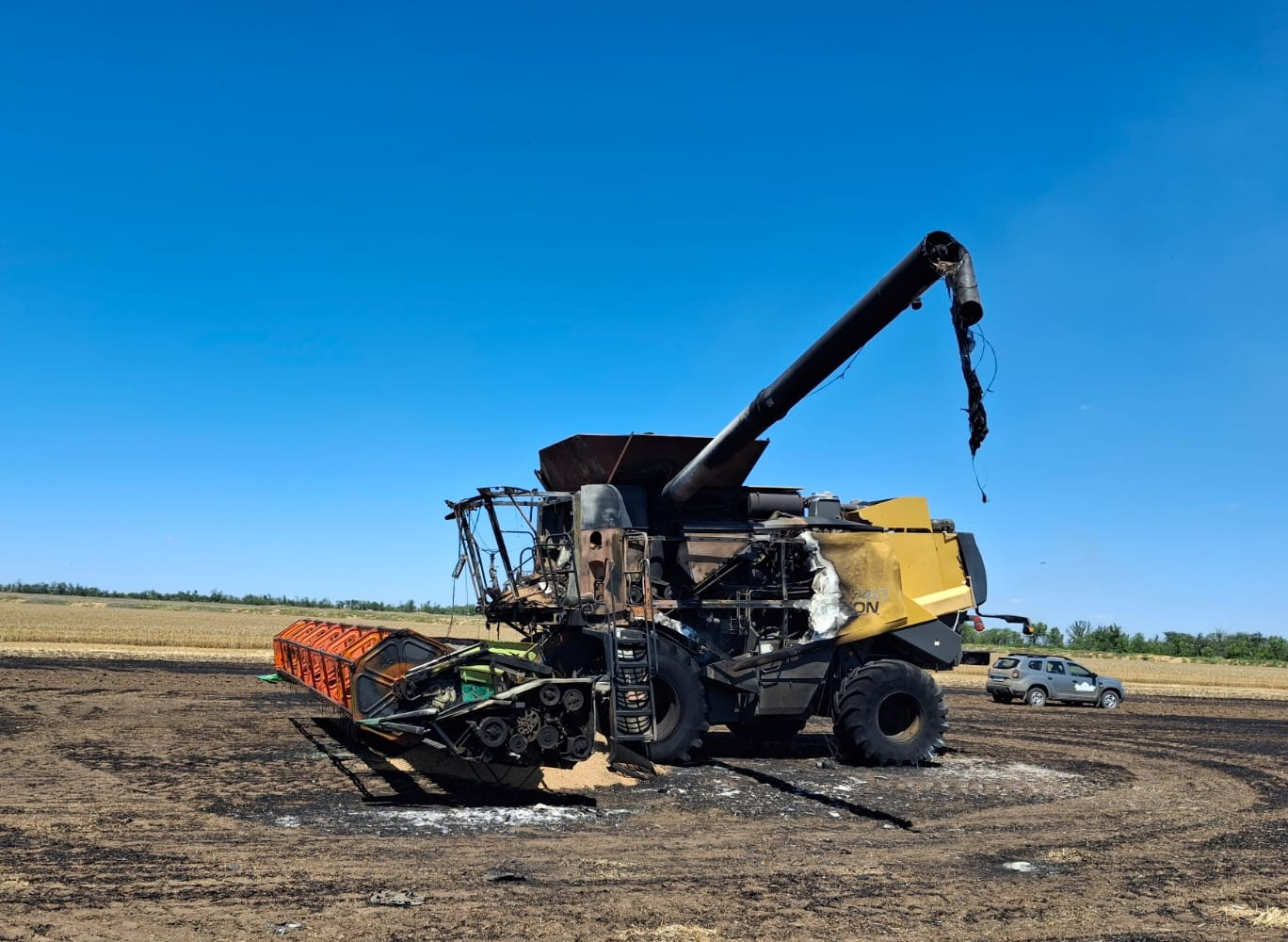
Атакованный беспилотником комбайн в Запорожской области

## 6 июля
Утром ВС РФ совершили удар беспилотниками по зданию ТЦК в Кременчуге. Также под ударом оказались жилые здания и социальная инфраструктура в Харьковской, Полтавской, Николаевской, Киевской и Запорожской областях.
ВС РФ заняли Поддубное (около Новопавловки).

## 7 июля

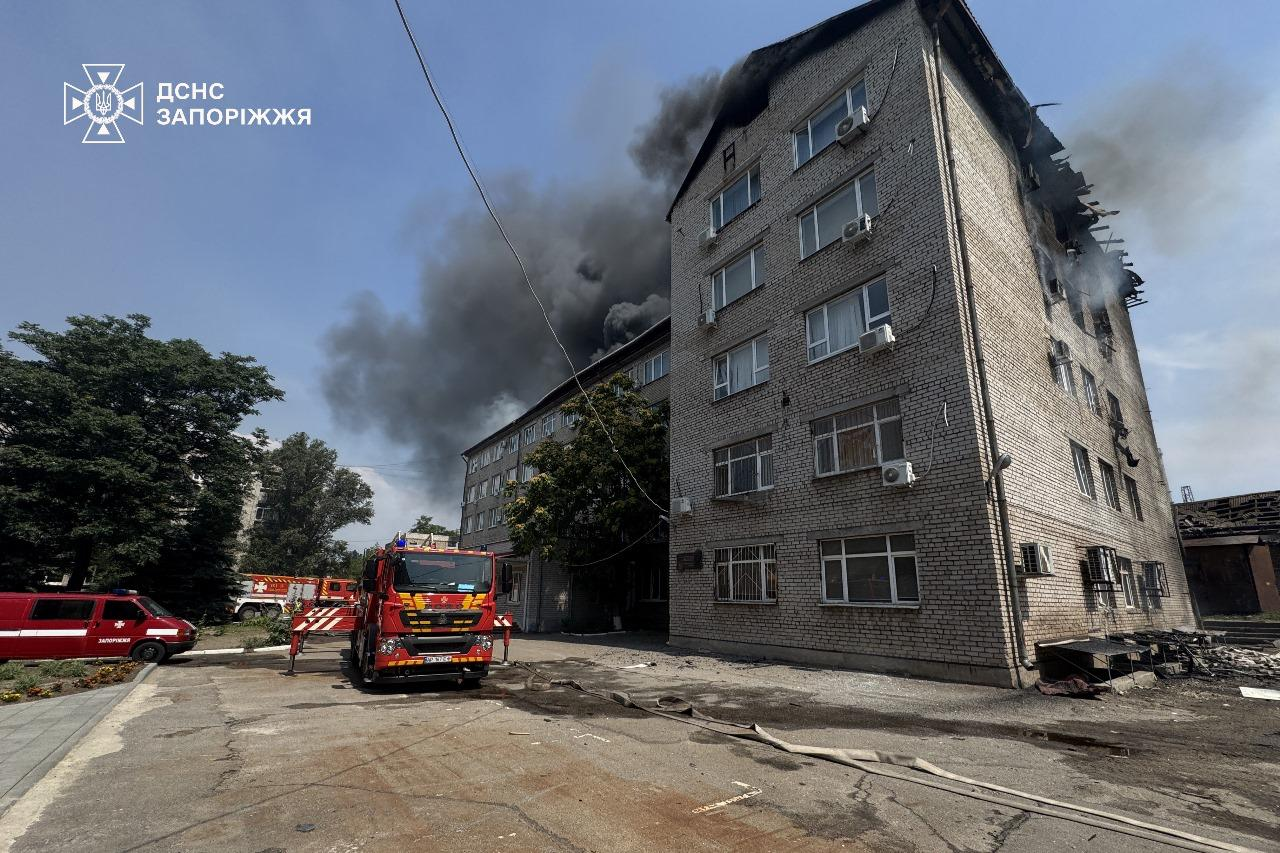
Корпус университета «Запорожская политехника» после удара 7 июля

По информации Сухопутных сил ВСУ, российская сторона нанесла удары по ТЦК в Запорожье и Харькове. По информации местных интернет-пабликов, в Запорожье пострадали 20 человек, в Харькове — 33.
Массированная атака российскими беспилотниками Запорожья. Ранены 20 человек, повреждён в том числе университет.

## 8 июля
В результате украинской атаки Курска погибли 4 человека. Один из них — мальчик 5 лет.

## 9 июля
Самая масштабная российская атака Украины с начала войны (предыдущий рекорд был 4 июля). По информации Воздушных сил Украины, российская сторона запустила по Украине 728 БПЛА, 7 крылатых ракет и 6 ракет «Кинжал». Украинская сторона заявила об обезвреживании 718 целей (7 крылатых ракет и 296 беспилотников сбиты, 415 беспилотников локационно утрачены, в том числе в результате радиоэлектронной борьбы). Минобороны РФ заявило о групповом ударе высокоточным оружием по инфраструктуре военных аэродромов.
Самый массированный обстрел (около 50 беспилотников и 5 ракет) был совершён по Луцку, где под ударом был военный аэродром. Повреждения отмечены и в Днепропетровской, Житомирской, Киевской, Кировоградской, Николаевской, Сумской, Харьковской, Хмельницкой, Черкасской и Черниговской областях. Сообщается о двух пострадавших в Киевской области и одном — в Черниговской. Кроме того, о восьми погибших и трёх пострадавших от российских обстрелов гражданских сообщили власти Донецкой области.
Минобороны РФ заявило о том, что в ночь на 9 июля над территорией РФ было сбито 86 украинских беспилотников и что в результате их атаки погибли 4 человека на пляже в Курске.
Европейский суд по правам человека постановил, что РФ ответственна за массовые нарушения международного права на территории Украины, в том числе за катастрофу Boeing 777 с 298 погибшими в Донецкой области в 2014 году. Это стало первым случаем, когда международный суд признал ответственность России за нарушения прав человека, связанные с её войной против Украины.

## 10 июля
По данным Воздушных сил Украины, ночью и утром Россия запустила по Украине 397 беспилотников и 18 ракет. Как сообщается, 164 беспилотника и 14 ракет были сбиты, а ещё 204 воздушных цели — локационно потеряны, в том числе в результате радиоэлектронной борьбы.
Под ударом был главным образом Киев. Сообщается о пожарах в жилых домах, складских помещениях, офисных и других зданиях в разных местах города. По словам Виталия Кличко, уничтожено амбулаторное отделение Центра первичной медико-санитарной помощи. Повреждён офис Пятого канала. Город затянуло дымом от взрывов и пожаров. Погибли два человека и пострадали 24.
Кроме того, повреждения были в Киевской, Кировоградской, Полтавской, Сумской, Харьковской и Черниговской областях. В Киевской области ранен один человек. Был атакован, в частности, аэродром в Василькове.

## 13 июля
ВС РФ заняли Мирное (юго-западнее Новопавловки).

## 14 июля
ВС РФ заняли Малиновку (юго-западнее Гуляйполя).
Дональд Трамп объявил о сделке, в рамках которой союзники по НАТО закупят американское оружие для Украины. По его словам, идёт подготовка к отправке 17 комплексов Patriot. Кроме того, Трамп пообещал России жёсткие санкции, если война не прекратится к концу лета.

## 15 июля
ВС РФ заняли Новоспасское (западнее Торецка).
ВСУ атаковали дронами Воронеж, пострадали 24 человека, из них 22 в городе. Госпитализированы 17 человек.

## 19 июля

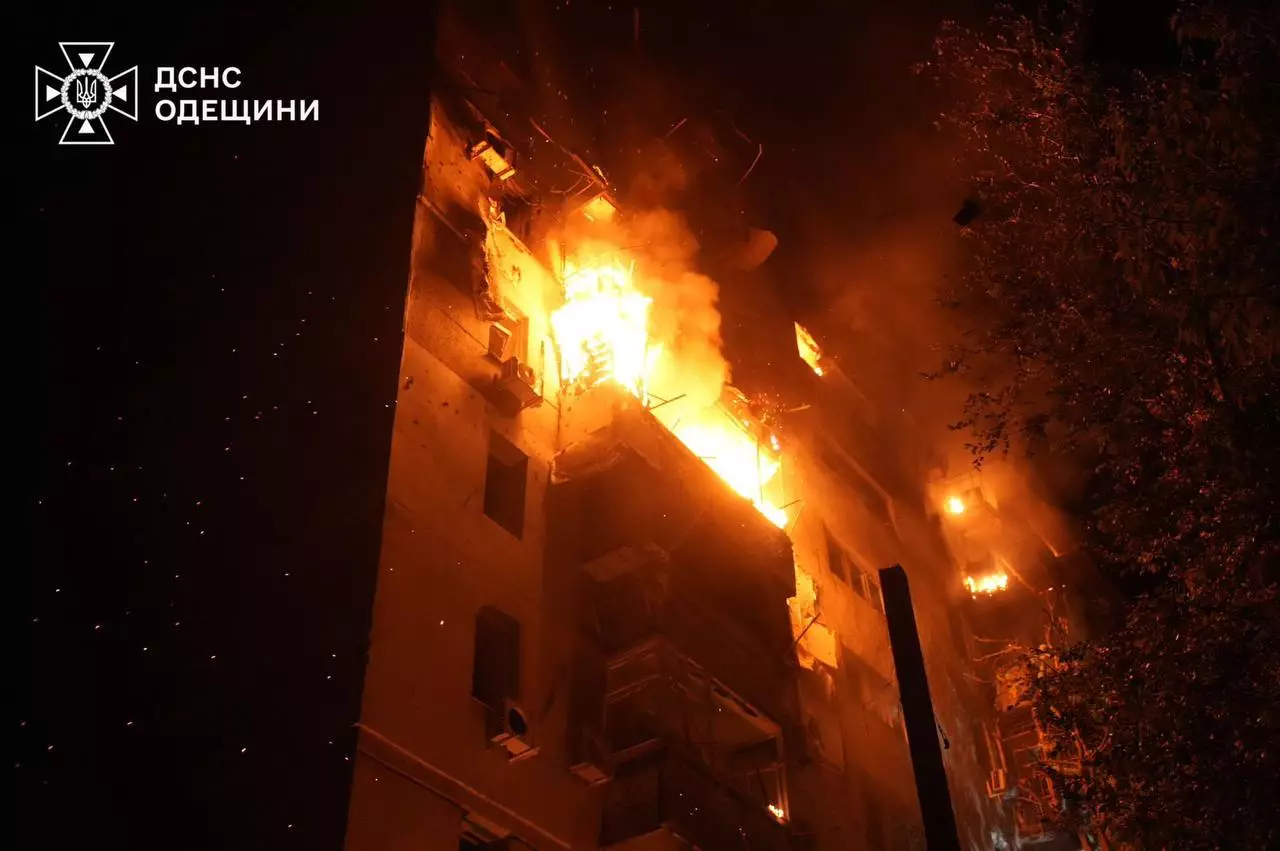
Повреждённый дом в Одессе

В ночной российской атаке были использованы, по данным Воздушных сил ВСУ, 379 ракет и беспилотников. Как сообщается, 208 ракет и дронов удалось сбить и ещё 136 были локационно потеряны. В 12 местах были попадания 5 ракет и 30 беспилотников, а ещё в 7 местах — падение сбитых целей.
Сообщается о разрушениях в Волынской, Днепропетровской, Донецкой, Житомирской, Запорожской, Кировоградской, Николаевской, Одесской, Сумской и Херсонской областях. По данным местных властей, атака на Павлоград (Днепропетровская область) стала самой массированной с начала войны.
В результате атак российских БПЛА по Украине погибли 3 человека.
По словам Минобороны РФ, в этот день (вместе с предыдущей ночью и вечером) над разными регионами РФ были сбиты 194 украинских беспилотника. По данным местных властей, более 10 из них были сбиты на подлёте к Москве. В Ростовской области падение обломков привело к задержке 50 поездов и разрушениям в частном секторе, один человек пострадал. Были ограничения работы аэропортов.

## 21 июля

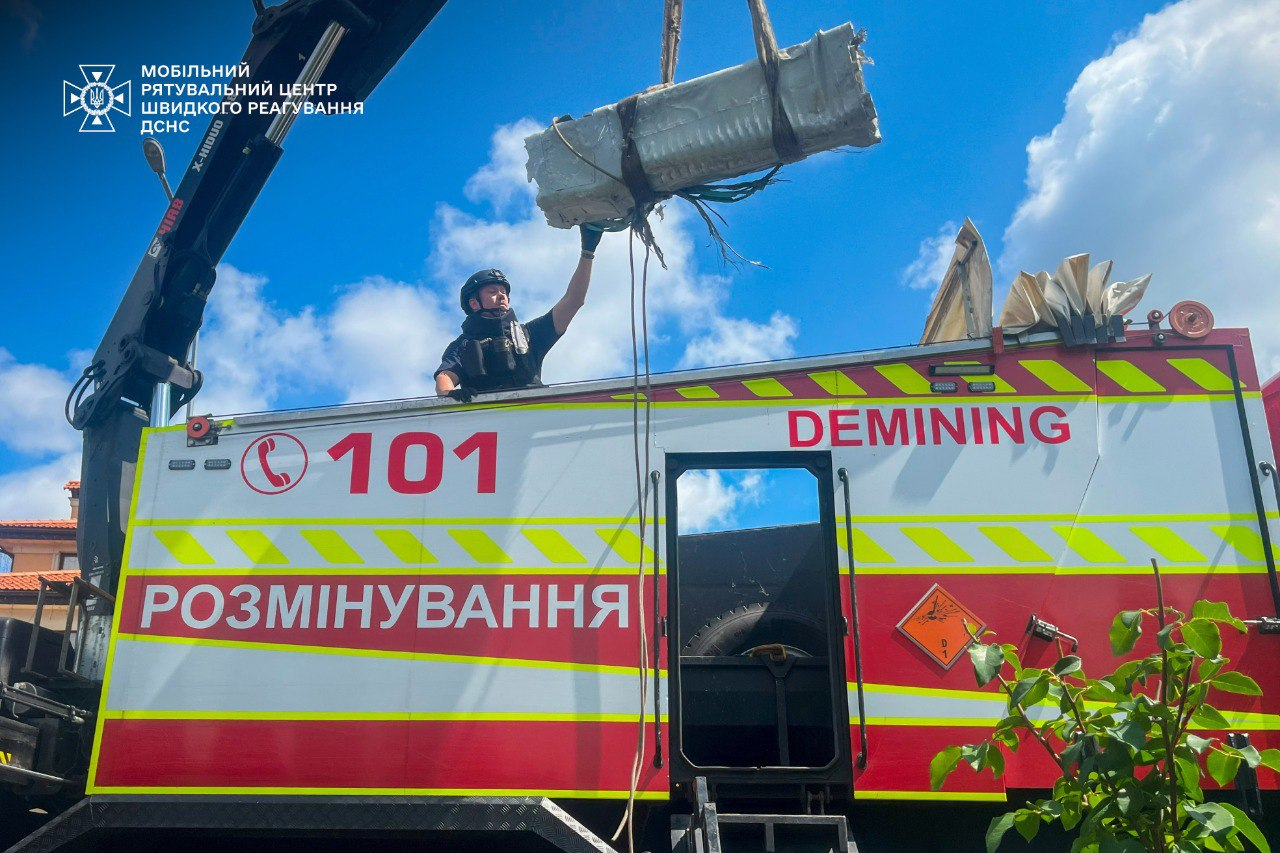
Вывоз остатков сбитой ракеты Х-69 после обстрела Киева

ВС РФ полностью заняли Песчаное (южнее Покровска).
В ходе боёв за Покровск ВСУ вернули контроль над Разино.
Массированный российский удар по Киеву, Харькову и Ивано-Франковску. По данным Воздушных сил ВСУ, российская армия запустила по Украине 426 беспилотников и 24 ракеты. Как сообщается, 224 цели были обезврежены, а ещё 203 дрона-имитатора — локационно потеряны. Сообщается о 23 попаданиях беспилотников в 3 местах и падении обломков ещё в 12 местах.
В Киеве возникли пожары и разрушения в разных местах города. Один человек погиб и 9 пострадали. Мэр Ивано-Франковска сообщил, что удар стал самым масштабным с начала войны. Загорелись склады, гаражи и автомобили, пострадали 4 человека. Власти Харькова зафиксировали до 11 попаданий; повреждены дом, административное здание, дорожное покрытие и трамвайные провода. За сутки в области пострадали 7 человек.
Минобороны РФ заявило, что над 7 российскими регионами были сбиты 74 украинских беспилотника. Приостанавливали работу аэропорты Москвы, Санкт-Петербурга и Нижнего Новгорода (в московских и санкт-петербургских аэропортах 203 рейса задержаны и 118 отменены). В Ростовской области задержались более 50 поездов.
В Италии после общественного резонанса отменён концерт Валерия Гергиева.

## 22 июля
«Украинская правда» сообщила о появлении в Покровске российских военных. По информации издания, первые группы ВС РФ были замечены в городе 17 июля. По информации связанного с Минобороны Украины проекта Deep State, российские военные смогли проникнуть в Покровск по причине того, что у одной из украинских бригад закончился резерв пехоты.
В ходе боёв за Лиман ВС РФ заняли Липово.
В ходе боёв за Часов Яр ВС РФ заняли Белую гору.

## 23 июля
В ходе боёв в Сумской области ВС РФ заняли Варачино.

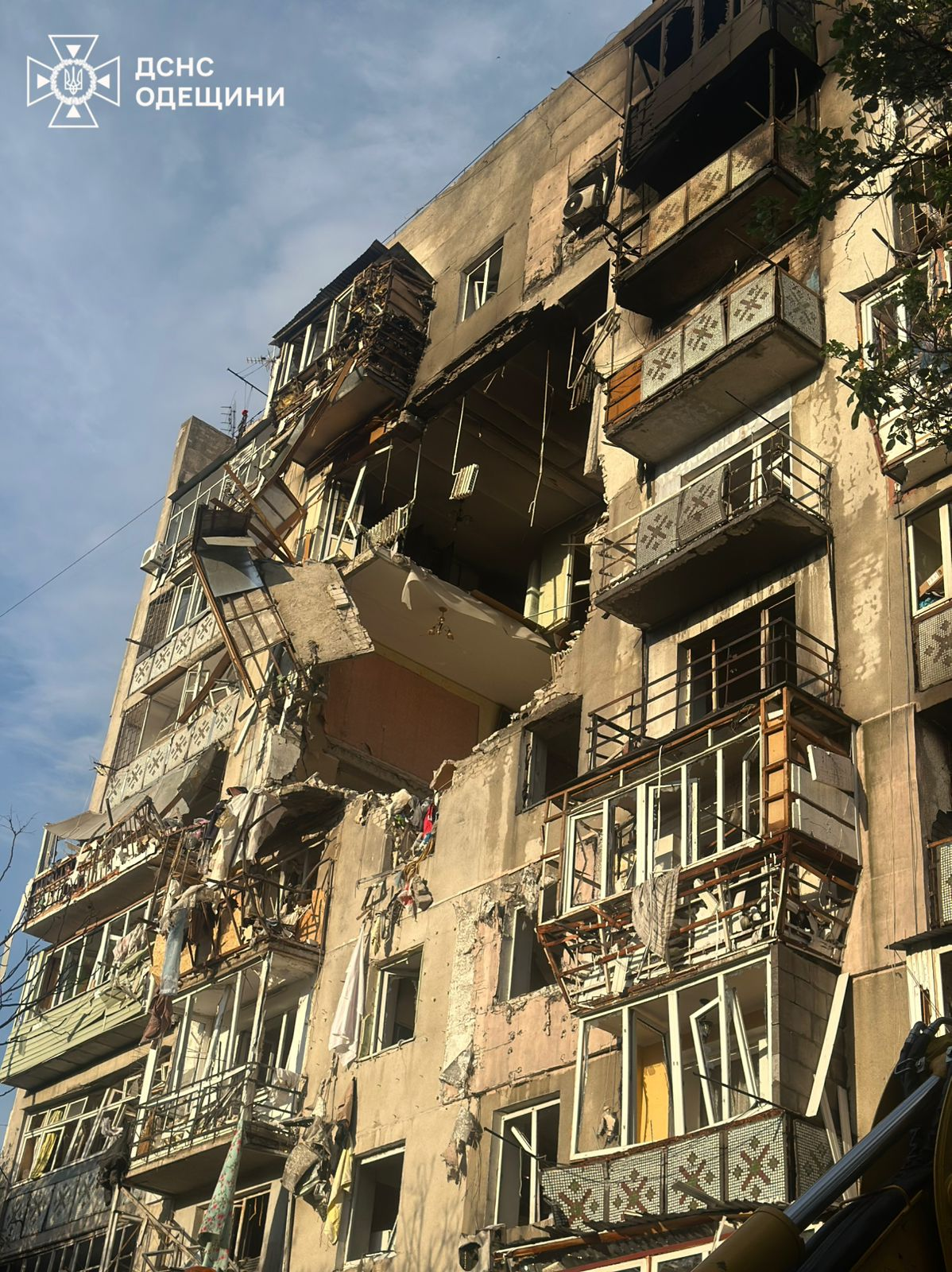
Дом в Одессе после удара

## 24 июля
В ночной российской атаке, по данным украинской стороны, были использованы 103 ударных беспилотника и 4 ракеты. Погибли 3 человека в Харьковской области и более 10 ранены.
Под ударом была, среди прочего, Одесса. Повреждены памятники архитектуры в историческом центре, горел Привоз, разрушен девятиэтажный дом.
Российская бомбардировка Харькова. По данным местных властей, на густонаселённый микрорайон были сброшены две бомбы по 250 килограмм. Пострадали 42 человека, в том числе шестеро детей. Повреждены текстильное предприятие, а также админздание и склад коммунального предприятия.

## 25 июля

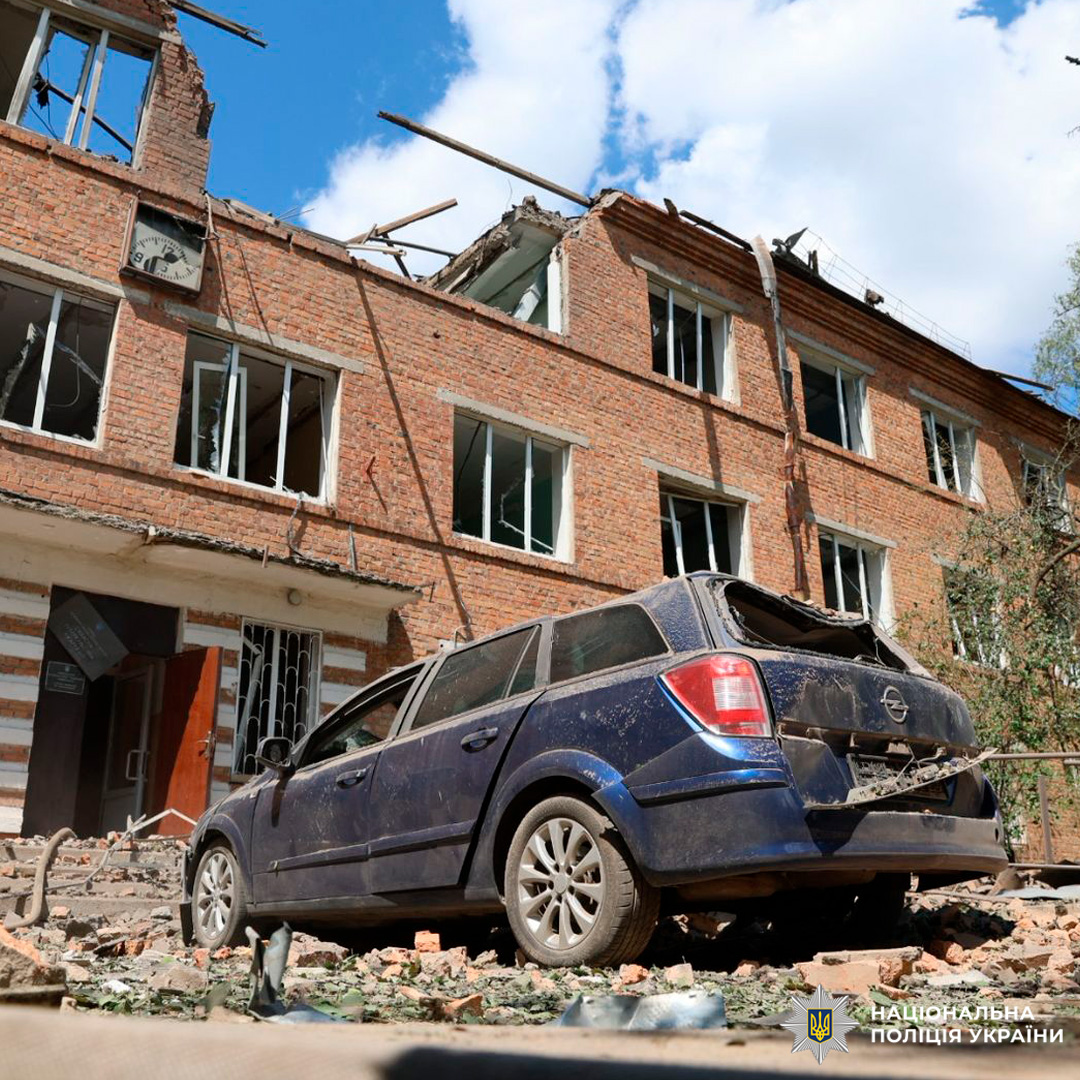
Харьковская областная туберкулёзная больница № 3 после удара авиабомбы

Ночью, по данным ВСУ, российская армия запустила по Украине две баллистические ракеты и 61 беспилотник. Как сообщается, 54 беспилотника были сбиты.
Российская бомбардировка Харькова. Погиб один человек, ранены 17. Частично разрушена туберкулёзная больница. Два человека погибли от удара российского беспилотника по гражданскому автомобилю в Запорожской области.
По словам Минобороны РФ, над 9 регионами РФ и Азовским морем были сбиты 105 украинских беспилотников. Был атакован, среди прочего, комбинат «Невинномысский Азот» в Ставропольском крае. Губернатор региона заявил о самой массированной атаке на край: по его словам, в ней участвовали 37 беспилотников. В предыдущий раз завод был атакован беспилотниками 14 июня. По данным Reuters, продукция завода используется для производства взрывчатых веществ.
Вследствие атаки украинских беспилотников приостанавливали работу 8 российских аэропортов. В Ростовской области и Краснодарском крае задерживались 22 поезда.
Стало известно, что в конце прошлой недели Украина получила первую из установок Patriot, передачу которых анонсировал Дональд Трамп. Стимулом для этого решения стал масштабный обстрел Киева в ночь на 4 июля.
Русская служба Би-би-си и Медиазона по открытым источникам установили имена 120 343 погибших в ходе вторжения российских солдат. Полное количество оценивается как примерно вдвое большее.

## 28 июля

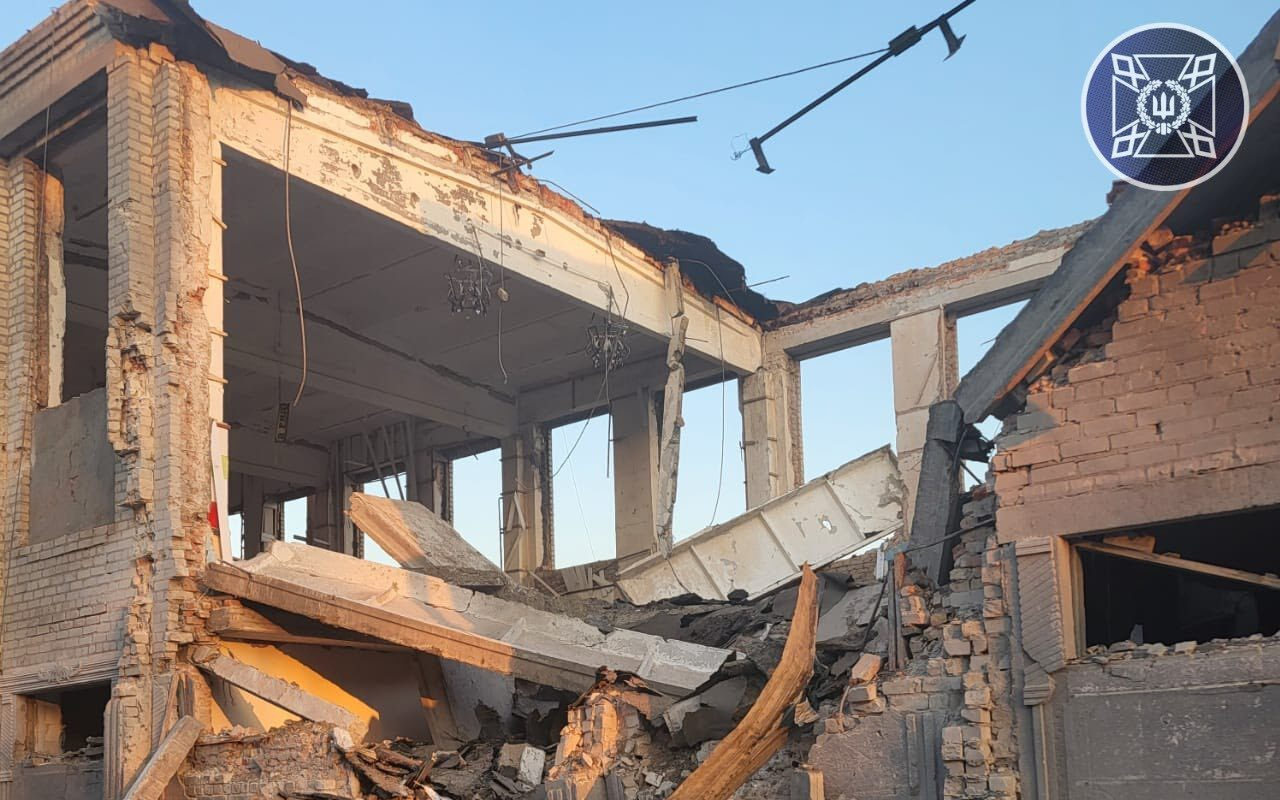
Исправительная колония в Беленьком после удара

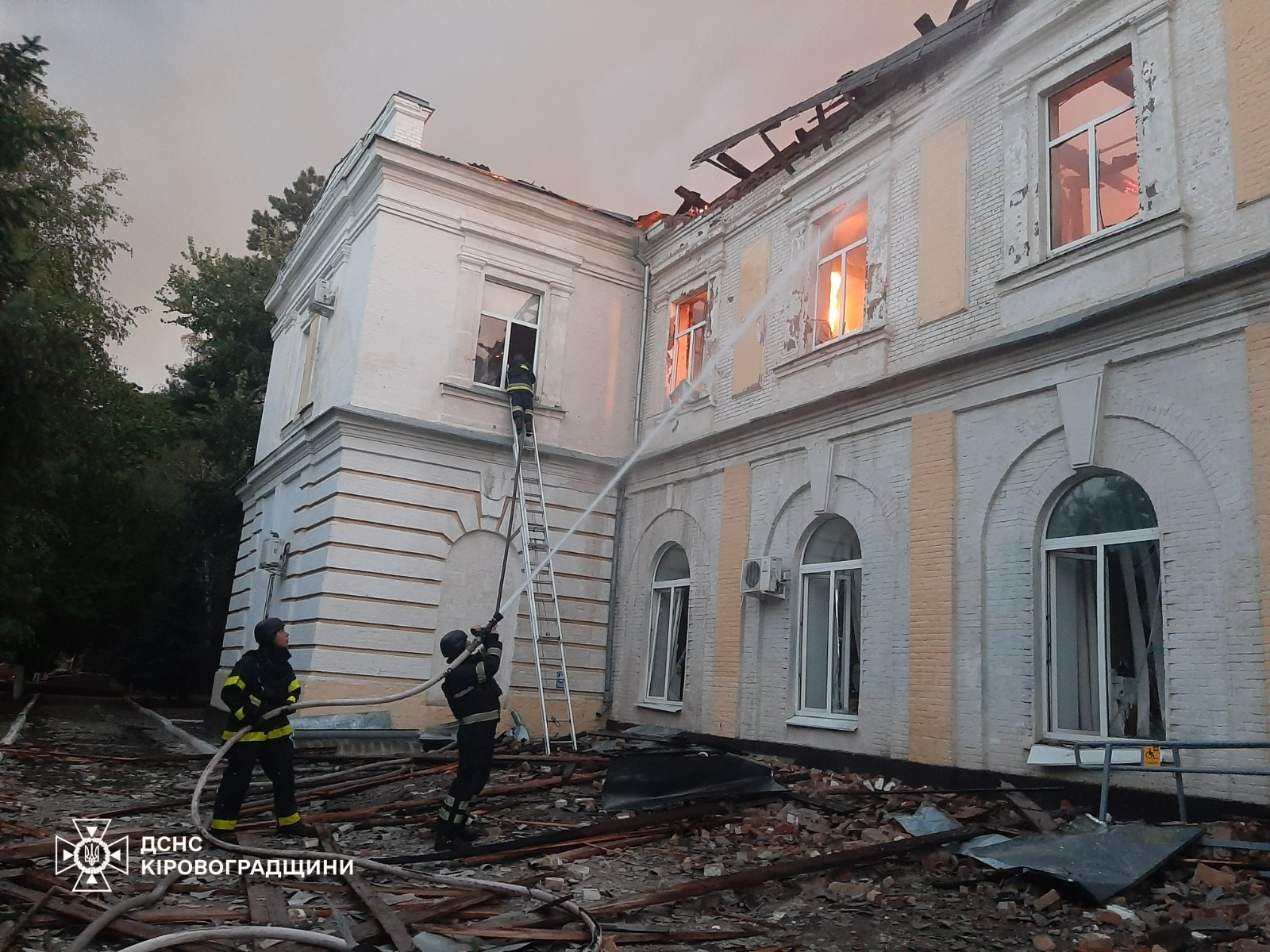
Штаб Государственной службы Украины по чрезвычайным ситуациям в Кропивницком (здание гимназии XIX века) после атаки беспилотниками

В ночной российской атаке Украины были использованы, по данным ВСУ, 324 беспилотника и 7 ракет. Как сообщается, 309 беспилотников и две ракеты были сбиты. Сообщается о попадании двух ракет и 15 беспилотников в трёх местах, а также о падении обломков беспилотников ещё в нескольких местах. На север Донецкой области сбрасывались управляемые авиабомбы.
Удар наносился в первую очередь по Староконстантинову (Хмельницкая область). Кроме того, повреждён 25-этажный дом в Киеве, ранены 8 человек. Один человек погиб и один ранен в селе Большие Проходы Харьковской области. В городе Кропивницкий атакой беспилотников повреждена, среди прочего, филармония.
Незадолго до полуночи ВС РФ сбросили 4 авиабомбы на исправительную колонию в селе Беленькое Запорожской области. 16 заключённых погибли, более 50 человек (в том числе 42 заключённых) ранены.
По словам Минобороны РФ, над 4 российскими регионами ночью были сбиты 7 украинских беспилотников.
«Аэрофлот» отменил 58 рейсов в связи с хакерской атакой, ответственность за которую взяли на себя хакерские группы «Silent Crow» и «КиберПартизаны».
Владимир Зеленский сообщил, что с начала полномасштабного вторжения Украина вернула из российского плена 5957 человек путём обменов и ещё 555 — вне обменов.
Дональд Трамп заявил, что «разочарован Путиным» и сокращает срок ультиматума России с 50 дней до 10-12, после чего в случае отсутствия перемирия собирается ввести 100-процентные пошлины для товаров из РФ и её торговых партнёров.
The Financial Times выпустила статью о том, что РФ исчерпала запасы советского оружия, но тратит значительные средства на создание нового, а также получает оружие из Северной Кореи. По данным издания, в 2025 году Россия получила от КНДР 52 % взрывчатых материалов.

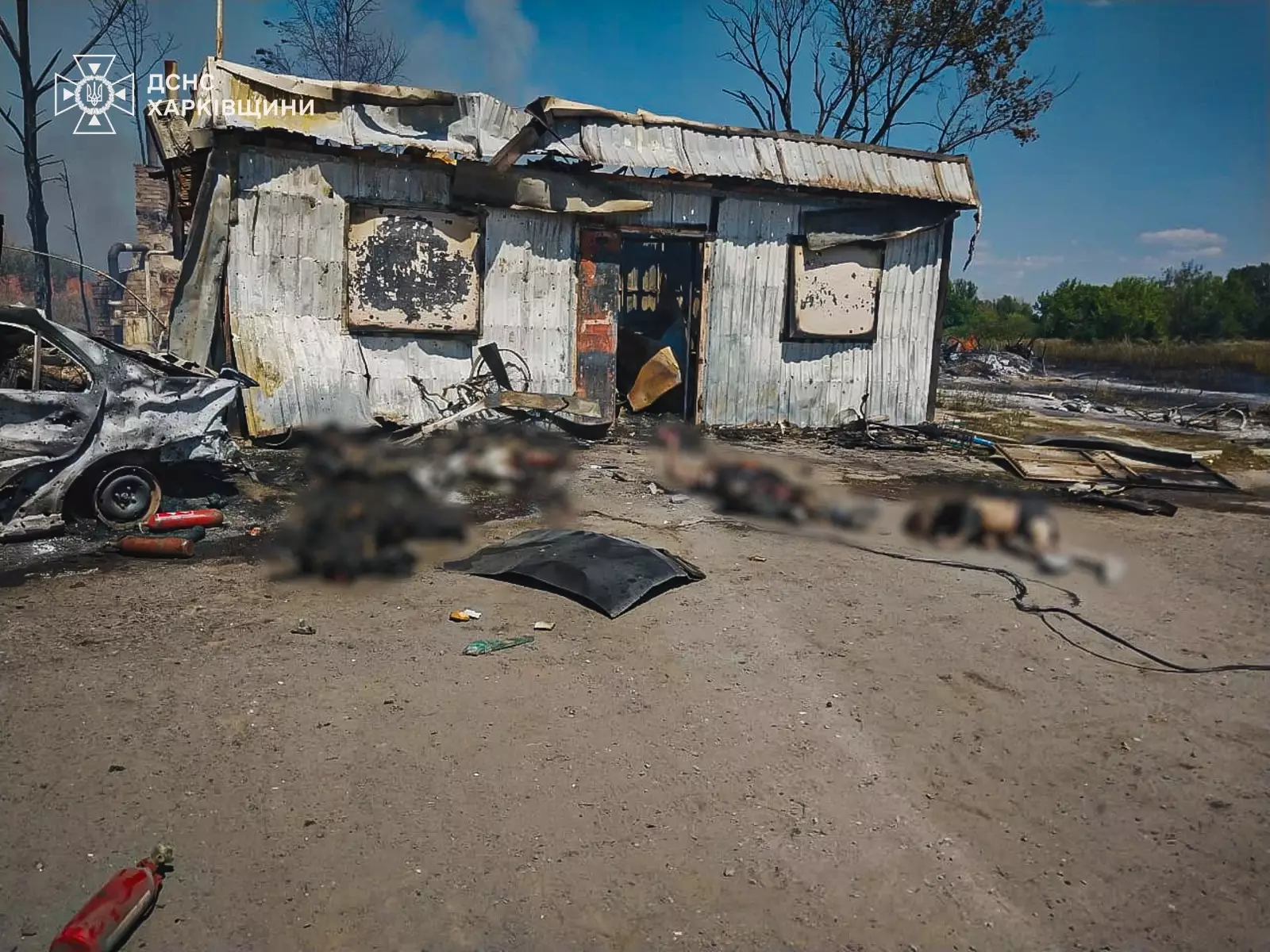
Последствия удара по Новоплатоновке

## 29 июля
Российский удар по селу Новоплатоновка Харьковской области. Загорелся магазин. Погибли 7 человек и ранены двое.
Российские ракетные удары по Каменскому (Днепропетровская область). Повреждены больница и роддом, находившиеся рядом со зданием, используемым военными. Убиты три человека, в том числе беременная женщина, лежавшая в роддоме. Ранены более 20 человек, в том числе 10 медиков.

## 31 июля

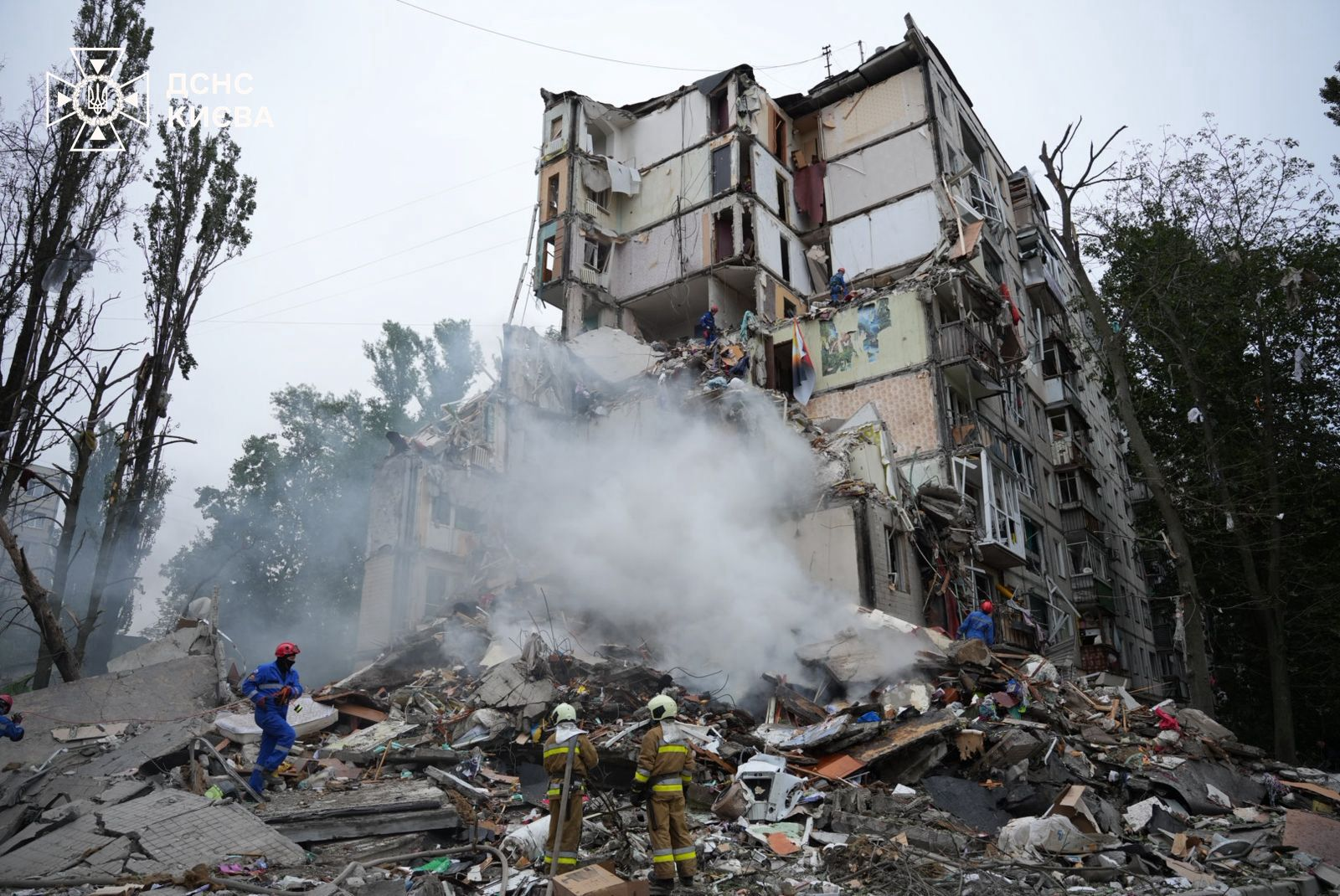
Дом в Киеве после удара

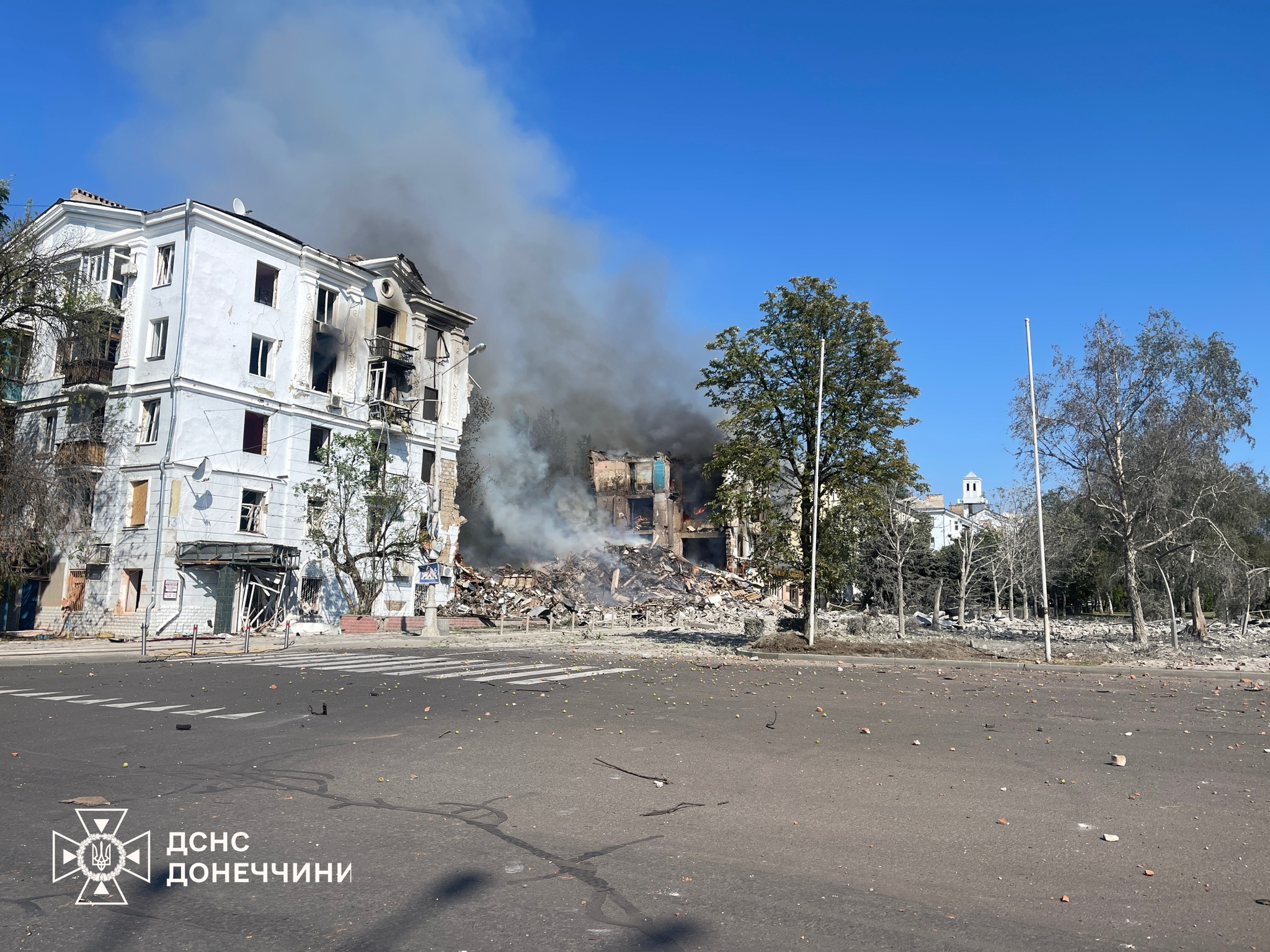
Дом в Краматорске после взрыва

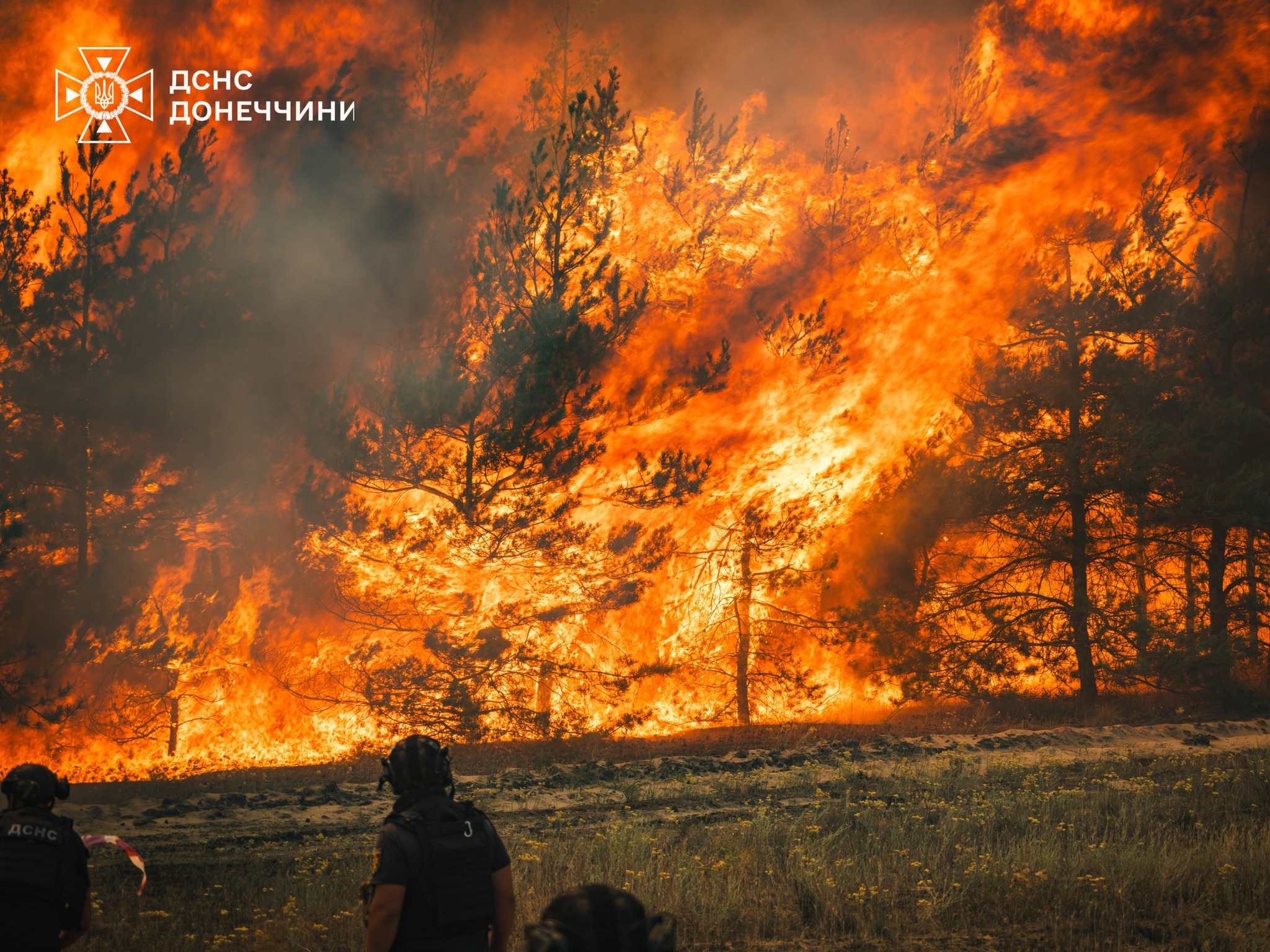
Лесной пожар от обстрела Краматорского района Донецкой области

Российские войска заявили о занятии Часова Яра. ВСУ это отрицают. По данным проекта DeepState, Россия заняла северную и восточную часть города. Он практически полностью разрушен.
Массированная российская атака Украины беспилотниками и ракетами. По данным Воздушных сил ВСУ, были запущены 309 «Шахедов» и 8 крылатых ракет, из которых 288 «Шахедов» и 3 ракеты удалось обезвредить. Сообщается о попаданиях пяти ракет и 21 беспилотника в 12 локациях, а также о падении обломков в 19 локациях.
Под ударом был в первую очередь Киев. Разрушен подъезд девятиэтажного дома — согласно Воздушным силам ВСУ, несбитой ракетой «Искандер». Погибли 32 человека (в том числе пятеро детей) и ранены более 159 (в том числе 16 детей). Всего, по данным городских властей, в нескольких районах повреждены около 100 зданий, среди которых жилые дома, университет, школы, детские сады и мечеть. Это стало четвёртым за месяц случаем гибели людей в Киеве от российских обстрелов; до лета 2025 года российские атаки столицы Украины не достигали такой интенсивности.
1 августа объявлено в Киеве днём траура. Минобороны РФ заявило о «групповом ударе ракетами и дронами по военным предприятиям, инфраструктуре военного аэродрома и складу боеприпасов».
Взрыв и разрушение жилого дома в Краматорске (Донецкая область). По украинским данным, дом был разрушен в результате попадания российской ракеты. Не менее 7 человек погибли и более 10 ранены. В России заявили, что дом взорвался из-за детонации на складе боеприпасов, оборудованном на первом этаже дома в помещении магазина.
По словам Минобороны РФ, ночью и утром над пятью российскими регионами было сбито 37 украинских беспилотников. В Пензе, по данным издания Astra, украинские беспилотники атаковали два завода, предположительно АО «Радиозавод» и «Пензенское производственное объединение ЭВТ им. В. А. Ревунова», которое работает на Минобороны РФ.